# Kjetil Knutsen
Kjetil Knutsen (Arna, 2 oktober 1968) is een Noors voetbaltrainer. Hij werd in januari 2018 aangesteld bij FK Bodø/Glimt.

## Carrière
Knutsen startte zijn carrière als trainer bij TIL Hovding op het vijfde niveau van de Noorse voetbalpiramide. Met die club promoveerde hij twee keer in negen jaar tijd. Daarna nam hij ontslag, om aan de slag te gaan bij SK Brann als hoofd jeugdopleiding. Mede door een nekblessure kon hij in zijn eerste jaar niet volledig deze functie vervullen. Deze functie vervulde hij tot 2009, waarna hij hoofdtrainer werd bij Fyllingen. Na een fusie ging de club verder onder de naam van FK Fyllingsdalen. In oktober 2013 besloot de club de trainer aan de kant te zetten. Lang zat hij niet zonder werkgever, want twee maanden later werd hij aangesteld door Åsane. In zijn eerste seizoen leidde Knutsen zijn team naar promotie naar de 1. divisjon, waar hij achtereenvolgens elfde en tiende werd. De clubleiding wilde hem hierop vervangen, maar de spelersgroep bleef achter hun trainer staan en steunde een langer verblijf van Knutsen. Knutsen weet zijn ontslag aan een bestuurslid, wiens zoon hij weinig zou hebben opgesteld. Dit werd ontkend door het bestuurslid.
Knutsen verliet de club daarop en tekende als assistent-trainer bij FK Bodø/Glimt, onder hoofdtrainer Aasmund Bjørkan. Een jaar later werd Bjørkan de nieuwe technisch directeur van de club, waarop Knutsen werd doorgeschoven naar de functie van hoofdtrainer. In zijn eerste seizoen als hoofdtrainer leidde hij zijn team naar de elfde plek. Het jaar erop zagen veel voetbaljournalisten Bodø/Glimt als een degradatiekandidaat, maar de club werd tweede in de Eliteserien. Knutsen werd beloond met de prijs voor beste trainer van het jaar. Het seizoen erop lukte het Bodø/Glimt om voor het eerst in de clubhistorie landskampioen te worden. Er werd het hele seizoen maar één competitiewedstrijd verloren en Knutsen werd opnieuw trainer van het jaar, wat voor hem niemand tweemaal op rij was geworden. Ook in 2021 volgden een landskampioenschap een de prijs voor trainer van het jaar. In dat jaar deed Bodø/Glimt ook voor het eerst mee aan een Europese groepsfase, in de Conference League. Hierin werd onder meer met 6–1 van AS Roma gewonnen en met een tweede plek gingen de Noren door naar de knock-outfase. Hierin werden Celtic en AZ uitgeschakeld, voor AS Roma in de kwartfinales te sterk was.
In juni 2023 liet Sven Mislintat, als technisch directeur van Ajax op zoek naar een nieuwe hoofdtrainer, weten met Knutsen te hebben gesproken 'over verschillende onderwerpen'.

## Erelijst
| Competitie                         |               |                  |               |               |
| Competitie                         | Aantal        | Jaren            |               |               |
| FK Bodø/Glimt                      | FK Bodø/Glimt | FK Bodø/Glimt    | FK Bodø/Glimt | FK Bodø/Glimt |
| ---------------------------------- | ------------- | ---------------- | ------------- | ------------- |
| Eliteserien                        | 2             | 2020, 2021       |               |               |
| Individueel                        |               |                  |               |               |
| Eliteserien – Trainer van het jaar | 3             | 2019, 2020, 2021 |               |               |